# Cymothoa carryensis
Cymothoa carryensis is een pissebed uit de familie Cymothoidae. De wetenschappelijke naam van de soort is voor het eerst geldig gepubliceerd in 1892 door Gourret.